# Tränke (Solingen)
Tränke ist eine Ortslage in der bergischen Großstadt Solingen.

## Lage und Beschreibung
Der Ort befindet sich im Süden des Solinger Stadtteils Ohligs unmittelbar an der Stadtgrenze zu Langenfeld-Wiescheid. Er liegt östlich der Landesstraße 288, in deren Straßenmitte die Stadtgrenze zwischen beiden Städten verläuft, weshalb die Straße auf Solinger Stadtgebiet Bonner Straße und auf Langenfelder Seite Ohligser Straße heißt. Eine Stichstraße mit dem Namen Tränke zweigt zwischen Nußbaumstraße im Süden und dem Tränkebach im Norden von der Landesstraße 288 ab. Östlich von Tränke befindet sich das Segelfluggelände Langenfeld-Wiescheid. An der Stelle eines ehemaligen Freibads in Tränke befindet sich heute ein Vereinsheim mit angeschlossener Gaststätte.
Benachbarte Ortslagen sind bzw. waren (von Nord nach West): Hackhauser Hof, Bodlenberg, Pohligshof, Börkhaus, Haalsiepen, Höher Heide, Landwehr auf Solinger Stadtgebiet sowie Burbach, Ossenbruch, Thürmchen und Krüdersheide auf Langenfelder Stadtgebiet.

## Geschichte
Tränke entstand vermutlich im 19. Jahrhundert am 1752 und 1754 ausgebauten alten Rheinweg von Hitdorf nach Wald, der die Stadt Wald als Wirtschaftszentren besser an die Rheinschiene anbinden sollte. Er führte von Hitdorf über Landwehr, Broßhaus und Weyer nach Wald. Der Streckenabschnitt zwischen Broßhaus und Landwehr wurde 1817/1818 zur Landwehr-Broßhauser Straße, die zur Staatsstraße erhoben wurde (die heutige Ohligser/Bonner Straße).:31 So handelte es sich bei dieser Strecke bereits zu Zeiten des einfachen Landverkehrs um einen viel frequentierten Verkehrsweg. Um die vorbeireisenden Menschen bewirten und ihre Pferde versorgen zu können, entstanden mehrere Gastwirtschaften und Fuhrwerksraststätten entlang der Strecke. So auch an der Tränke, deren Name von einer dort befindlichen Pferdetränke abgeleitet wurde.
Tränke wurde in den Ortsregistern der Honschaft Ruppelrath geführt. Die Honschaft und damit auch der Ort gehörten zur 1808 gegründeten Bürgermeisterei Höhscheid. Die Topographische Aufnahme der Rheinlande von 1824 verzeichnet den Ort noch nicht, die Preußische Uraufnahme von 1844 verzeichnet ihn als Neue Tränke. In der Topographischen Karte des Regierungsbezirks Düsseldorf von 1871 ist der Ort aufgrund der geringen Größe verzeichnet. In der Preußischen Neuaufnahme von 1893 und nachfolgenden Stadtplänen ist der Ort als Tränke verzeichnet.
1832 war der Ort Teil der Honschaft Ruppelrath innerhalb der Bürgermeisterei Höhscheid, dort lag er in der Flur VIII. Reinoldi Capelle. Der nach der Statistik und Topographie des Regierungsbezirks Düsseldorf als Kotten kategorisierte Ort an der Neuen-Tränke besaß zu dieser Zeit win Wohnhaus und zwei landwirtschaftliche Gebäude. Zu dieser Zeit lebten 13 Einwohner im Ort, davon einer katholischen und zwölf evangelischen Bekenntnisses. Die Gemeinde- und Gutbezirksstatistik der Rheinprovinz führt den Ort 1871 mit sechs Wohnhäuser und 42 Einwohnern auf. Im Gemeindelexikon für die Provinz Rheinland von 1888 werden sieben Wohnhäuser mit 46 Einwohnern angegeben. 1895 besitzt der Ortsteil sechs Wohnhäuser mit 41 Einwohnern und gehörte zum evangelischen Kirchspiel Rupelrath und zur katholischen Pfarrei Ohligs, 1905 zählt der Ort zehn Wohnhäuser mit 81 Einwohnern.
Mit der Städtevereinigung zu Groß-Solingen im Jahre 1929 wurde Tränke ein Ortsteil Solingens. Bereits im Jahre 1905 wurde an der Tränke ein Freibad eingerichtet, das später vom Bäderamt der Stadt Solingen übernommen wurde. Das städtische Freibad wurde im Jahre 1995 endgültig geschlossen. Im Jahre 2001 erwarb die Kreisjägerschaft Solingen die Anlage und richtete dort ihr Vereinsheim ein, angeschlossen ist auch die Gaststätte Tränkebachzentrum.

## Nahverkehr
Tränke war zwischen 1911 und 1955 an die zwischen Opladen über Immigrath nach Ohligs verkehrende Straßenbahn der Bahnen im unteren Kreis Solingen angeschlossen. Nach Stilllegung des Straßenbahnbetriebs wurden die Verbindungen durch Omnibusse ersetzt. Heute verkehrt in Tränke täglich die Buslinie 791, die von den Bahnen der Stadt Monheim und der Rheinbahn gemeinsam betrieben wird.
| Linie | Linienverlauf |
| ----- | --- |
| 791   | Solingen Hauptbahnhof – SG-Tränke – Langenfeld-Stadtmitte – Langenfeld – Monheim, Busbahnhof – Monheim, Mona Mare |